# Julio Enrique Gómez
Julio Enrique Gómez González (13 de agosto de 1994, Tampico, Tamaulipas, México) es un exfutbolista mexicano que jugaba como volante derecho. Su último equipo fue el San José Fútbol Club de la Liga de Balompié Mexicano en 2020, actualmente labora como albañil en Estados Unidos.
Julio debutó con el Pachuca contra Santos Laguna en la fecha 3 del Clausura 2011, entrando de cambio al minuto 64.

## Selección nacional

### Sub-17
El 7 de julio de 2011 disputó las semifinales de la Copa Mundial Sub-17 realizada en México, frente a Alemania. Abrió el marcador a los 3 minutos de comenzar el partido. Posteriormente, mientras Jonathan Espericueta marcaba un gol olímpico para hasta ese momento, empatar el marcador, Gómez chocó con el delantero Samed Yesil, provocándole una herida en la cabeza. Al ya estar hechos los tres cambios permitidos, Gómez reingresó al campo de juego sólo con un vendaje. En el último minuto del tiempo reglamentario, Gómez marcó un gol de chilena que le daría la victoria al equipo local por 3-2. Julio Gómez fue nombrado por la FIFA como el mejor jugador de ese partido.
Días después, Gómez jugó en la final disputada en el Estadio Azteca el 10 de julio de 2011, ingresando en el minuto 62' y coronándose como campeón del torneo. Gómez además se llevó el Balón de oro, reconociéndolo como el mejor jugador del campeonato mundial.

### Participaciones en Copas del Mundo Sub-17
| Mundial                     | Sede   | Resultado | Partidos | Goles |
| --------------------------- | ------ | --------- | -------- | ----- |
| Copa Mundial Sub-17 de 2011 | México | Campeón   | 6        | 3     |

### Campeonato Sub-20 de la CONCACAF de 2013
Anotó un gol de chilena para dar la victoria a México ante Estados Unidos Sub-20 en la Final del Campeonato. Más tarde, Jonathan Espericueta marcó el 1-3 de penalti. Debido a una lesión en la rodilla, Gómez se perdió el Mundial Sub-20 en Turquía.

## Clubes
| Club                       | País   | Año         |
| -------------------------- | ------ | ----------- |
| Pachuca                    | México | 2011 - 2013 |
| Club Deportivo Guadalajara | México | 2014        |
| Correcaminos de la UAT     | México | 2015        |
| Cafetaleros de Tapachula   | México | 2015        |
| Chiapas Fútbol Club        | México | 2016        |
| Coras de Tepic             | México | 2016 - 2017 |
| Atlético Zacatepec         | México | 2017        |
| Cruz Azul Hidalgo          | México | 2018        |
| Loros de Colima            | México | 2018 - 2019 |
| Coras de Nayarit           | México | 2019 -2020  |
| San José Fútbol Club       | México | 2020        |

## Palmarés

### Campeonatos internacionales
| Título                           | Equipo             | Sede   | Año  |
| -------------------------------- | ------------------ | ------ | ---- |
| Copa Mundial de Fútbol Sub-17    | Selección mexicana | México | 2011 |
| Campeonato Sub-20 de la Concacaf | Selección mexicana | México | 2013 |

### Distinciones individuales
| Distinción                                       | Año  |
| ------------------------------------------------ | ---- |
| Balón de Oro de la Copa Mundial de Fútbol Sub-17 | 2011 |